# Gregg v. Georgia
Gregg v. Georgia (1976) was een rechtszaak voor het Hooggerechtshof van de Verenigde Staten waarin het moratorium op de doodstraf in Amerika, dat was voortgekomen uit de zaak Furman v. Georgia uit 1972, werd opgeheven. De rechtbank oordeelde dat het doodstraf-statuut van de staat Georgia niet in strijd was met de grondwet; de wet in kwestie vereiste dat de jury bij een rechtszaak waarin de doodstraf kon worden opgelegd alle verzwarende en verlichtende omstandigheden in acht nam alvorens een beslissing te nemen.
Als gevolg van de uitspraak kon de doodstraf in heel Amerika weer worden toegepast, voor het eerst sinds 1967. De eerste executie die volgde op het vonnis was die van Gary Gilmore uit Utah in 1977.

## Gerelateerd onderwerp
- Furman v. Georgia
- Doodstraf in de Verenigde Staten